# لادنبورگ
شهر لادنبورگ (به آلمانی: Ladenburg) در ایالت بادن-وورتمبرگ در کشور آلمان واقع شده‌است.